# Guiclan

Guiclan este o comună în departamentul Finistère, Franța. În 1 ianuarie 2022 avea o populație de 2.564 de locuitori.